# عروان (روستا)
 عروان  نام دهستانیست در ناحیهٔ (عزلهٔ السبره)، در استان مَحویت در کشور یمن در شبه جزیره عربستان است. 

## جمعیت
جمعیت آن (۱۰۰۳ ) نفر (۲۵ خانوار) می‌باشد. 
گویند:عروان بن جشم بن عبد شمس این روستا را بنیادگذاری نموده‌است. أدیب معاصر الیمانی:(محمد الصیاری العروانی) از این دهستان هستند.

## منبع
- المقحفی، ابراهیم، احمد ، (مُعجَم المُدُن وَالقَبائِل الیَمَنِیَة) ، منشورات دار الحکمة، صنعاء، چاپ پنجم، وانتشار سال ۱۹۸۵ میلادی به (عربی).